# 抽選器
抽選器（抽籤器、ちゅうせんき）とは、くじ引きに用いる道具。抽籤器、抽せん器とも書く。懸賞や福引きの当たり外れを決するために用いるものである。大多数の応募者に対し、ごく少数の当選者を決定するための器械は、無作為に抽出できるように考慮されている。

## 種類

### 抽選箱
上部に紙片を取り出すための穴を開けた箱。中に三角くじや葉書などを入れ一枚ずつ取り出すもの。もっとも簡易な抽選器であり、店頭でのイベントやテレビ番組の懸賞などに用いられる。日本野球機構が開催する新人選手選択会議（プロ野球ドラフト会議）でも使用されている。なお、抽選の種類（三角くじ等）によっては、本体が透明あるいは半透明のアクリル製あるいはポリ塩化ビニル製の物あるいは正面に透明の窓が付けられた物が用いられることもある。

### みくじ筒
神社などでのおみくじに用いられるもので、多角形の長細い箱の一端に穴が開いており、そこから棒（みくじ棒）を一本ずつ取り出すもの。

### 抽選ボード
中心から放射状に区分けされた的となる円盤にダーツやボウガンなどの矢を放ち抽選を行うもの。各区分ごとに色分けされ番号が振り分けられている。円盤は固定されている場合もあるが、盤自体を回転させて抽選を行う回転式のもの（回転抽選ボード）が多い。回転抽選ボードの一種である風車式抽選器（風車盤）は宝くじの抽選に用いられる。詳細は宝くじ#抽せんを参照。

### 新井式回転抽選器

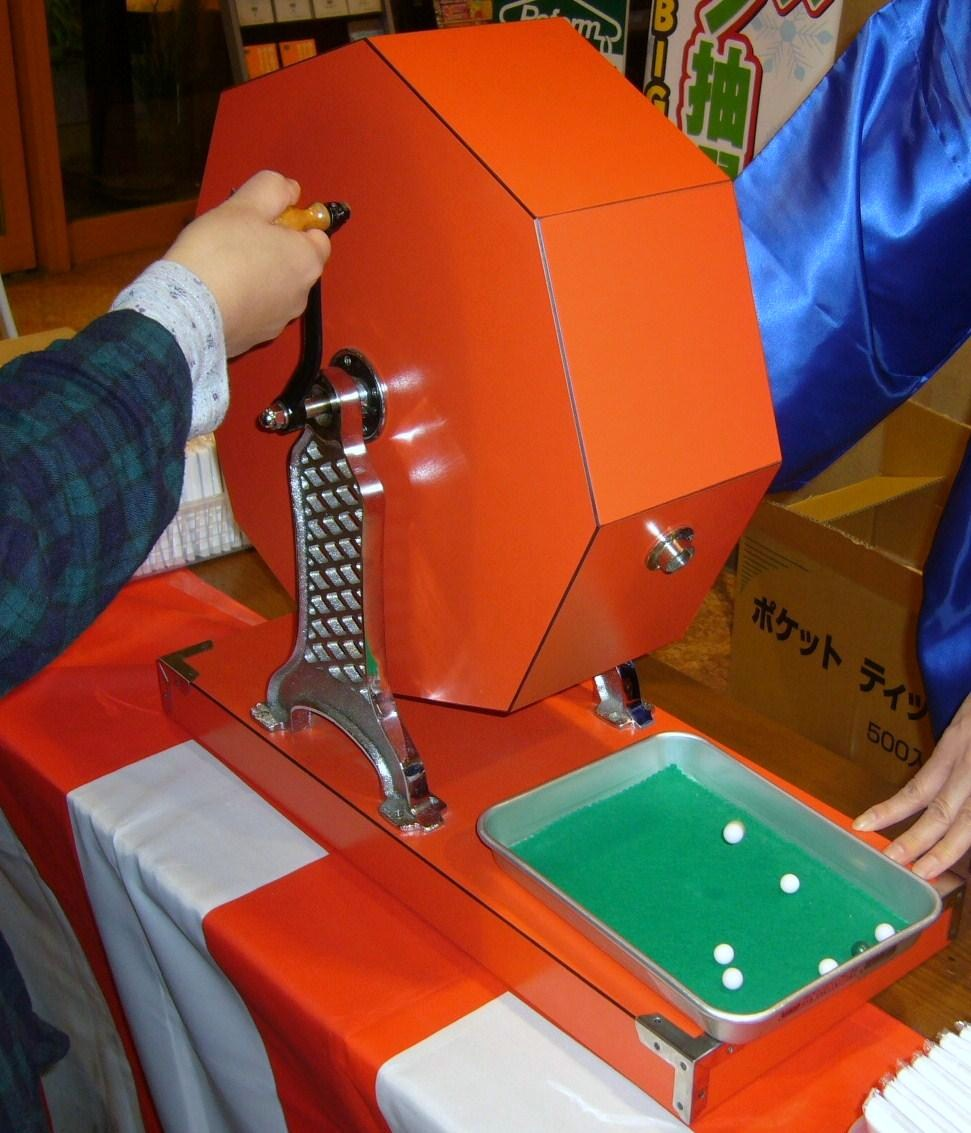
回転抽選器による抽選

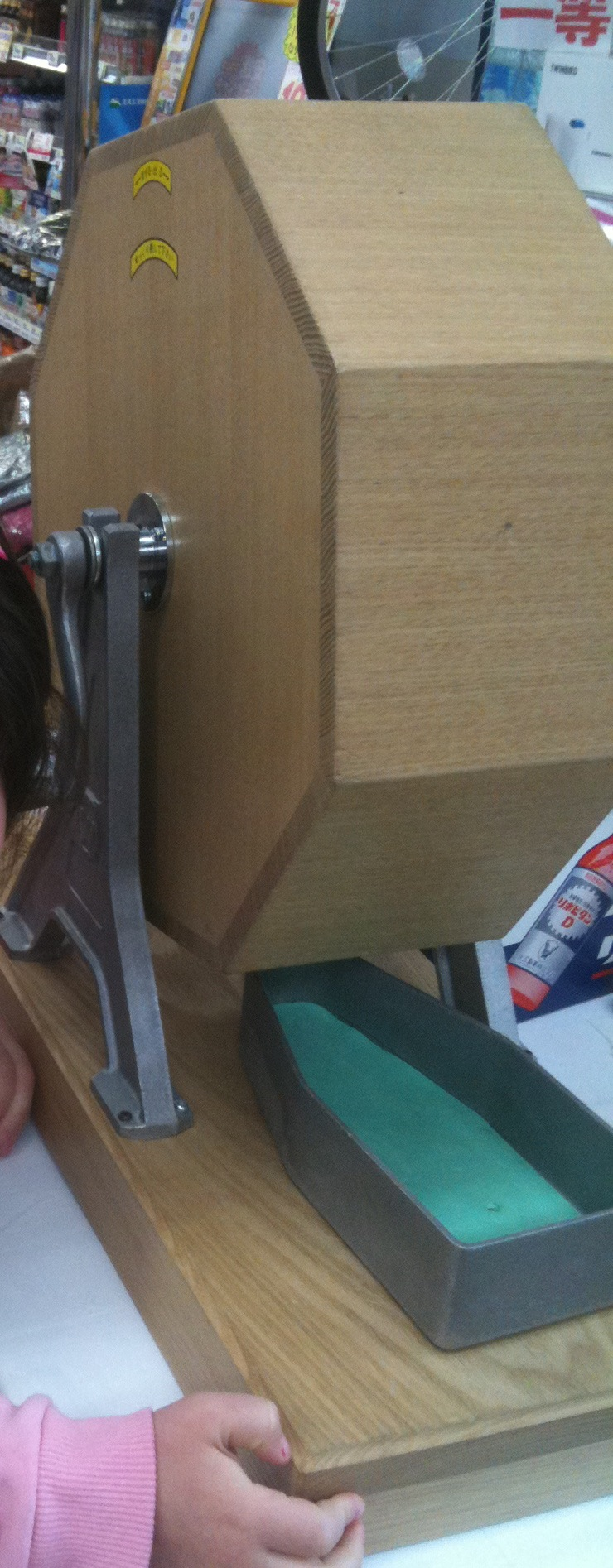
回転抽選器

一般的な、商店街の福引きなどに用いられる抽選器。中に入れた多数の球体（抽選球あるいは抽選玉という）から、一つだけを無作為に取り出すものである。ガラガラ、ガラポン、福引器（ふくびきき）などとも呼ばれる。六角形や八角形の木製の箱にハンドルがついており、まわして出てきた抽選球の色によって賞品が決まる。正式名称は新井式回転抽選器といい、かつて東京で帽子屋を営んでいた新井卓也が客へのサービスとして考案したためこの名がある。かつては東京抽籤器研究所の専売特許であったが、その特許権はすでに切れている。

#### 構造
基本構造は多角柱状の箱であり、その中心に回転軸が取り付けられ、軸受と一体となった抽選器全体を支える台座、箱を手動で回すハンドル、抽選開始前に抽選球を投入する投入口、使用時に抽選球が排出される出口、使用時に抽選球を紛失しないための受け皿からなる。抽選球の出口は狭く作られており、一度に複数の抽選球が出てこないよう、構造上の工夫が施されている。
一般的に抽選器の大きさは高さが30cmから45cm程度、用いられる抽選球の大きさは12mm程度である。500球用、1000球用など、適正使用球数が定められているので、使用する抽選球の個数に応じた大きさの抽選器を使用する。なお、イベント等で用いられる150cm程度の特大サイズの抽選器では、6cmから7cm程度の抽選球が用いられる。

#### 使用法
くじ引きを始める前に、当たりとはずれの本数を決め、その数だけ抽選球を入れる。当たりに対応する抽選球とはずれに対応する抽選球は、異なる色にし、容易に区別できるようにする。
志願者（またはその代理人）は、ハンドルを持って抽選器を回転させることによって、中に入った抽選球をかき混ぜつつ、一つを取り出す。当たりの抽選球を手に入れた志願者が、抽選に懸けられた権利を受ける。

### エアー抽選器
透明で筒状のアクリルケースの下部に送風機が取り付けられたもので、ケース内に風を送ることで内部に投入した三角くじや抽選用のボールが舞うようにし、ケースの側面にある取出口から一つずつ三角くじやボールを取り出すもの。

### ビンゴカードとビンゴマシン
ビンゴでは、ビンゴカードと無作為に番号を抽出する抽選器により当たり外れが決定する。ビンゴカードは単に25マスぶんの数字が印刷されたものから、繰り返し使用できるよう、数字の上にプラスチックの蓋を付け開閉できるようになっているものなどがある。ビンゴマシンは網状の球体をハンドルで回すことで球体の内部に収められた番号入りのビンゴボールを一つずつ取り出していく抽選器である。なお、ビンゴにエアー抽選器が用いられることもある。

### 電子式抽選器
近年使用されている、コンピュータ式の抽選器。スロットマシンなど、既存の遊具を模しており、内部のプログラムによって当たり外れを確定する。抽選形式や画面効果はある程度自由に変更できるのが特徴。

## 比喩としての表現
- ガラガラポン

現状をすべて放棄・リセットしてやり直すという表現で、抽選機を廻すときの擬声語から。ビジネス用語が起源。